# トライジール
『トライジール』 (TRIZEAL) は2004年9月に有限会社トライアングル・サービスから発売されたアーケードゲーム。システム基板はNAOMIでソフト媒体はGD-ROM。ジャンルは縦スクロールシューティングゲーム。
トライアングル･サービスの初の自社販売ソフトであった。アーケード版の出回りは良くなかったが、DC版はネット上での広告が功を奏し、生産分のほとんどを売りきった。（詳細は後述）

## システム
操作は8方向レバー+3ボタン制。Aボタンはショット、Bボタンは変形、Cボタンはボム。
Bボタンを押すごとに自機が変形し、武装が以下の順で変化する。
ワイド自機正面から扇形に発射されるショット。パワーアップごとに攻撃範囲が広くなる。
ミサイル自動で敵に向かっていくミサイル。攻撃力が高い。パワーアップごとに弾数が多くなる。4段階目から敵に当てると大量の誘導ミサイルを後ろから出す炸裂弾に変化する。
レーザー自機正面から直線状に発射される2本のレーザー。すべての敵、地形を貫通する。パワーアップで若干太くなり、攻撃力が上がる。最大までパワーアップするとレーザーとは別に正面に貫通弾を2発発射するようになる。貫通弾の威力は高いが、何かにぶつかると少しずつ弱くなっていく。
敵を倒すと勲章やパワーアップアイテムが出現する。アイテムを取ると、その時に変形している状態の武装が1段階強化される。最大5段階まで強化できる。
各武装は、4段階目以上になると、他の装備にしている時でもサブウェポンとして発射され続ける。
勲章は取り続けると

10→20→30→40→50→100→500→1000点

の順で大型で点数の高い勲章に成長していく。しかし1個でも取り逃すとまた10点勲章からやり直しになる。
プレイ中には画面右下に敵破壊率が表示される。各ステージ終了時に破壊率に応じたボーナス点が入る。破壊率0.01%につき10点で、100%のときはその10万点に加えてボーナスとして50000点が加算される。
ボムアイテムは各ステージごとに特定の条件をみたさないと出現せず、最大5発まで貯められる。ステージ終了時にはボムの残数×10000点が入る。
一部のステージでは、ステージ途中に「BREAK OUT!」の表示と共に中型機の編隊が出現する。全ての中型機を破壊すると「Good!」の表示と共に特大勲章（10000点）とボムアイテムが与えられる。
「BREAK OUT!」に成功すると、ステージ分岐が発生する。「WARNING!」の表示と共に敵が大量に出現するシーンが挟まれ、高難易度となるがより多くの点数を稼ぐことができる。

## 自機
A-1（アンタレス1）1P側自機。赤色。攻撃範囲が若干広いが、移動速度が遅い。
A-3（アンタレス3）2P側自機。黄色。攻撃範囲が狭い代わりに移動速度が若干速い。

## 制作スタッフ
- T.Fujino（藤野俊昭）：プロデューサー、プログラム
- H.Toki：グラフィック
- Naoto（田辺裕詞）：サウンド

## 移植

### ドリームキャスト版
DCへの移植は2005年初頭に発表された。DC本体は2001年にすでに生産中止となっており、それから3年以上が経過した後に新たなソフトがリリースされたということになる（その後も『アンダーディフィート』や『ラジルギ』などのNAOMI基板STGがDCに移植されている）。
AC版に続きDC版も売り上げは伸び悩み、そのためトライアングル・サービスの藤野社長は「トライアングル・サービスがピンチです！」と銘打った呼びかけを自社のウェブサイト上で行った。
この呼びかけがネット上で話題となり、個人およびゲーム店からの問い合わせや応援のメールが藤野社長の元に殺到した。
DC版トライジールの売れ行きは急上昇し、2005年度中には借りていた開発資金を返せるまでの売り上げとなり、2006年末ごろには生産数のほとんどを売り切った。
さらに2007年初頭には、DC版の再生産を行うと発表した。
なお、説明書の「STORY」部分が真っ白であるが、これは書くのが間に合わなかったためであり印刷ミスではない。

#### 変更点
- トゥエルブスタッグ機のバリアボムのバグが改修された。（ただし縦画面[画面モード2または3]でプレイするとバグが発生する）
- AC版に比べて処理落ちが少ない。

### PlayStation 2版
DC版移植から約1年後に、データム・ポリスターより「シューティング ラブ。～TRIZEAL～」として発売された。
トライジールとシューティング技能検定（試用版）のカップリングという扱い。

#### 変更点
- DC版説明書では書かれていなかったストーリーが追記されている。
- AC、DC版に比べてさらに処理落ちが少ない。

### Nintendo Switch版
2025年6月5日より『TRIZEAL Remix』のタイトルでNintendo Switchで配信開始。「トライジール」開発者によるコメンタリーが新規収録されている。

## 関連商品
- INSANITY DVD『THE SHOOTING LOVE トゥエルブスタッグ&トライジール』
  - 株式会社INH製作。2006年4月20日発売。
  - 本作およびトゥエルブスタッグの攻略DVD。セガダイレクトではPS2版トライジールとのセット販売も行われている。